# Couvent des Cordeliers de Besançon
L'ancien couvent des cordeliers est un bâtiment situé à Besançon dans le département du Doubs.

## Localisation
L'édifice est situé au 4 rue du Lycée dans le secteur de La Boucle de Besançon.

## Histoire
En 1904, le lycée de jeunes filles de Besançon s'installe dans les bâtiments de l'ancien couvent.
La chapelle fait l’objet d’une inscription au titre des monuments historiques depuis le 20 juillet 1979.
Certaines parties de l'ancien couvent (portail du XVIIIe siècle sur la rue du Lycée, le pavillon d'entrée et les bâtiments entourant la cour du cloître) font l’objet d’une inscription au titre des monuments historiques depuis le 21 avril 1992.